# Jonathan Hensleigh
Jonathan Blair Hensleigh (Condado de Middlesex, Massachusetts; 13 de febrero de 1959) es un guionista, productor, director de cine y televisión, abogado e historiador estadounidense. Está casado con Gale Anne Hurd.

## Biografía
Nacido en el Condado de Middlesex del Estado de Massachusetts en el año 1959. Es licenciado en Historia y Derecho por la Universidad de Massachusetts Amherst y la Universidad Tulane de Nueva Orleans. Tras finalizar sus estudios superiores comenzó a trabajar durante unos cuantos años como abogado.
Jonathan Hensleigh, hizo su debut como guionista en la serie de televisión, Las aventuras del joven Indiana Jones. Seguidamente en 1993 escribió su primer guion cinematográfico para la película A Far Off Place, dirigida por Mikael Salomon y producida por Walt Disney Pictures. Posteriormente trabajó en las películas de gran prestigio internacional: Jumanji, Die Hard with a Vengeance, The Saint, La Roca, Con Air, 60 segundos.
Después de trabajar en una secuela de Jumanji, iba a dirigir y escribir en una película de Marvel Comics sobre el superhéroe Hulk, pero la producción se canceló antes de su rodaje.
En 1998 escribió la película de gran éxito de taquilla, Armageddon, protagonizada por Bruce Willis, Ben Affleck y Liv Tyler y dirigida por Michael Bay.[cita requerida]
En el año 2004, hizo su debut como director cinematográfico en la película The Punisher. Esta película está producida por Avi Arad y su esposa Gale Anne Hurd y protagonizada por Thomas Jane y John Travolta. En 2007 dirigió la película Bienvenido a la jungla y a su vez en ese mismo año escribió Next. Unos años más tarde en 2011, dirigió y escribió su tercera película Kill the Irishman.

## Vida privada
Jonathan Hensleigh está casado desde el año 1995, con la conocida productora, guionista de cine y televisión, economista y comunicadora estadounidense, Gale Anne Hurd.